# Выборы в Законодательное собрание Ульяновской области (2018)
Выборы депутатов Законодательного собрания Ульяновской области шестого созыва, в соответствии с постановление Законодательного собрания Ульяновской области, состоялись в Ульяновской области 9 сентября 2018 года в единый день голосования.
Согласно Уставу Ульяновской области Законодательное собрание было избрано сроком на пять лет.
Выборы прошли по смешанной избирательной системе: из 36 депутатов 18 были избраны по партийным спискам по единому округу (пропорциональная система), а ещё 18 — по одномандатным округам (мажоритарная система). Для попадания в региональный парламент по пропорциональной системе партиям было необходимо преодолеть 5%-й барьер, а кандидатам в округах — было достаточно получить относительное большинство голосов.
До участия в выборах Избирательной комиссией Ульяновской области было допущено девять партийных списков: «Гражданская платформа»; «Коммунисты России»; «Патриоты России»; «Единая Россия»; «Родина»; КПРФ; «Справедливая Россия»; КПСС; ЛДПР, также было допущено 84 кандидата в одномандатных округах (кандидаты представляли только политические организации).
Согласно данным Избирательной комиссии Ульяновской области, победу в едином округе одержала КПРФ, получившая 36,24 % голосов от принявших участие в голосовании и 8 из 18 мандатов. Однако в большинстве одномандатных округов победили представители «Единой России», выиграв 10 из 18 мандатов в округах. В конечном итоге большее число мест получила «Единая Россия», проведя в парламент 17 своих представителей, тем самым потеряв, по сравнению с прошлым созывом, абсолютное парламентское большинство, сохранив только относительное.
В целом, в Законодательное собрание прошло четыре партии: «Единая Россия» (17 мандатов); КПРФ (14 мандатов); ЛДПР (4 мандата); «Коммунисты России» (1 мандат).

## Социология
| Дата               | Источник | ЕР    | КПРФ  | ЛДПР  | СР   | КР   | ГП   | КПСС | Родина | ПР   | Испорчу бюллетень | Не пойду на выборы | Затрудняюсь ответить |
| ------------------ | -------- | ----- | ----- | ----- | ---- | ---- | ---- | ---- | ------ | ---- | ----------------- | ------------------ | -------------------- |
|                    |          |       |       |       |      |      |      |      |        |      |                   |                    |                      |
| 27-30 августа 2018 | ВЦИОМ    | 30.0% | 23.6% | 11.1% | 3.7% | 2.0% | 0.4% | 0.3% | 0.3%   | 0.2% | 0.7%              | 9.8%               | 17.8%                |

## Результаты
| Партия                      | Партия                      | По единому округу | По единому округу | По единому округу | По единому округу | По единому округу | По одномандатным округам | По одномандатным округам | По одномандатным округам | По одномандатным округам | По одномандатным округам | Получено мест (всего) | Получено мест (всего) | Получено мест (всего) | Получено мест (всего) |
| Партия                      | Партия                      | Голосов           | %                 | +/- (в %)         | Кол- во           | +/-               | Голосов                  | %                        | +/- (в %)                | Кол- во                  | +/-                      | Голосов               | +/-                   | %                     | +/- (в %)             |
| --------------------------- | --------------------------- | ----------------- | ----------------- | ----------------- | ----------------- | ----------------- | ------------------------ | ------------------------ | ------------------------ | ------------------------ | ------------------------ | --------------------- | --------------------- | --------------------- | --------------------- |
|                             | КПРФ                        | 146 490           | 36,24             | ▲22,16            | 8                 | ▲6                | 110 104                  | 27,79                    | ▲12,94                   | 6                        | ▲4                       | 14                    | ▲10                   | 38,89                 | ▲17,78                |
|                             | Единая Россия               | 137 266           | 33,96             | ▼23,66            | 7                 | ▼8                | 162 171                  | 40,93                    | ▼20,84                   | 10                       | ▼6                       | 17                    | ▼14                   | 47,22                 | ▼38,89                |
|                             | ЛДПР                        | 54 592            | 13,51             | ▲6,27             | 2                 | ▲1                | 50 975                   | 12,87                    | ▲8,04                    | 2                        | ▲2                       | 4                     | ▲3                    | 11,11                 | ▲8,43                 |
|                             | Коммунисты России           | 23 576            | 5,83              | ▲3,47             | 1                 | ▲1                | 25 171                   | 6,35                     | ▲2,76                    | 0                        | 0                        | 1                     | ▲1                    | 2,77                  | ▲2,77                 |
|                             |                             |                   |                   |                   |                   |                   |                          |                          |                          |                          |                          |                       |                       |                       |                       |
|                             | Справедливая Россия         | 16 098            | 3,93              | ▲0,90             | 0                 | 0                 | 22 595                   | 5,70                     | ▲2,21                    | 0                        | 0                        | 0                     | ▬0                    | 0                     | ▬0,00                 |
|                             | КПСС                        | 4 989             | 1,23              | ▼1,24             | 0                 | 0                 |                          |                          |                          |                          |                          | 0                     | ▬0                    | 0                     | ▬0,00                 |
|                             | Гражданская платформа       | 3 247             | 0,80              | ▼1,04             | 0                 | 0                 | 6 105                    | 1,54                     | ▼1,00                    | 0                        | 0                        | 0                     | ▬0                    | 0                     | ▬0,00                 |
|                             | Патриоты России             | 3 007             | 0,74              | ▼0,07             | 0                 | 0                 |                          |                          | ▼1,09                    |                          |                          | 0                     | ▬0                    | 0                     | ▬0,00                 |
|                             | Родина                      | 2 264             | 0,56              | ▼1,28             | 0                 | 0                 |                          |                          | ▼0,34                    |                          |                          | 0                     | ▬0                    | 0                     | ▬0,00                 |
| Недействительных бюллетеней | Недействительных бюллетеней | 12 686            | ▼4,65             | 3,14              | ▼0,46             |                   | 19 064                   | 4,81                     | ▲0,53                    |                          |                          |                       |                       |                       |                       |

| Критерий                                                                                     | По единому округу | По единому округу | По единому округу | По единому округу | По одномандатным округам | По одномандатным округам | По одномандатным округам | По одномандатным округам |
| Критерий                                                                                     | Кол-во            | +/- (в %)         | %                 | +/- (в %)         | Кол-во                   | +/- (в %)                | %                        | +/- (в %)                |
| -------------------------------------------------------------------------------------------- | ----------------- | ----------------- | ----------------- | ----------------- | ------------------------ | ------------------------ | ------------------------ | ------------------------ |
| Действительные и недействительные бюллетени                                                  |                   |                   |                   |                   |                          |                          |                          |                          |
| Число действительных бюллетеней                                                              | 391 529           | ▲10,05            | 96,86             | ▲0,46             | 377 121                  | ▲8,25                    | 95,19                    | ▼0,53                    |
| Число недействительных бюллетеней                                                            | 12 686            | ▼4,65             | 3,14              | ▼0,46             | 19 064                   | ▲22,46                   | 4,81                     | ▲0,53                    |
| Принявшие участие в голосовании и число избирателей                                          |                   |                   |                   |                   |                          |                          |                          |                          |
| Число избирателей, принявших участие в голосовании                                           | 404 215           | ▲9,52             | 40,28             | ▲4,91             | 396 185                  | ▲8,86                    | 39,76                    | ▲4,64                    |
| Число включённых в список избирателей                                                        | 1 003 452         | ▼3,83             | 100,00            |                   | 996 542                  | ▼3,83                    | 100,00                   |                          |
| Бюллетени                                                                                    |                   |                   |                   |                   |                          |                          |                          |                          |
| Число бюллетеней, выданных на участке                                                        | 370 013           | ▲12,94            | 91,48             | ▲2,82             | 363 560                  | ▲11,86                   | 91,68                    | ▲2,65                    |
| Число бюллетеней, выданных вне участка                                                       | 34 465            | ▼17,77            | 8,52              | ▼2,82             | 32 981                   | ▼17,63                   | 8,32                     | ▼2,65                    |
| Число выданных бюллетеней                                                                    | 404 478           |                   | 100,00            |                   | 396 541                  |                          | 100,00                   |                          |
| Принявшие участие в выборах (явка избирателей) и голосовании (% от общего числа избирателей) |                   |                   |                   |                   |                          |                          |                          |                          |
| Число избирателей, принявших участие в выборах                                               | 404 478           | ▲9,46             | 40,31             | ▲4,89             | 396 541                  | ▲8,62                    | 39,79                    | ▲4,53                    |
| Число избирателей, принявших участие в голосовании                                           | 404 215           | ▲9,52             | 40,28             | ▲4,91             | 396 185                  | ▲8,86                    | 39,76                    | ▲4,64                    |